# Cher (departement)
Cher je francouzský departement ležící v regionu Centre-Val de Loire. Název pochází od řeky Cher. Hlavní město je Bourges.

## Geografie

Mapa

## Historie
Cher je jedním z 83 departementů vytvořených během Francouzské revoluce 4. března 1790 aplikací zákona z 22. prosince 1789.

## Nejvýznamnější města
- Bourges
- Saint-Amand-Montrond
- Sancerre
- Vierzon